# Alexandru Mărcuș
Alexandru Mărcuș (n. 4 septembrie 1880, Sângeorz-Băi – d. 23 mai 1954, Sângeorz-Băi) a fost un delegat în Marea Adunare Națională de la Alba Iulia, organismul legislativ reprezentativ al „tuturor românilor din Transilvania, Banat și Țara Ungurească”, cel care a adoptat hotărârea privind Unirea Transilvaniei cu România, la 1 decembrie 1918.:p. 77

## Biografie
După finalizarea studiilor școlii primare, Alexandru Mărcuș s-a remarcat ca agricultor. A decedat la 23 mai 1954, în Sângeorz-Băi. :p.123.

## Activitatea politică

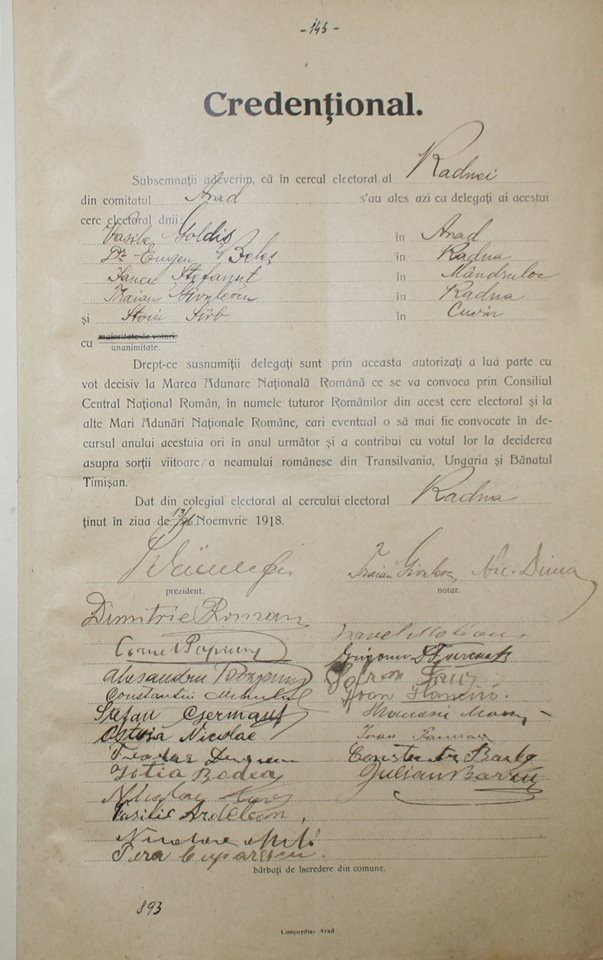
Credențional

În 1918, a devenit membru al Consiliului Național Român Central, la nivelul localității Sângeorz-Băi. :p.123. Alexandru Mărcuș s-a remarcat în cadrul unei adunări populare, organizată la Sângeorz-Băi, la 24 noiembrie 1918 :p.329. Adunarea a avut un caracter reprezentativ, deoarece la aceasta au luat parte toți locuitorii din Sângeorz-Băi. Această adunare populară a trimis la Alba Iulia câțiva delegați care au primit mandate, numite credenționale, care prevedeau ca Adunarea Națională de la Alba Iulia să decidă unirea Transilvaniei, Banatului, Crișanei și Maramureșului cu Regatul României. Unul dintre delegații aleși în cadrul acestei adunări populare a fost Alexandru Mărcuș, alături de Nistor Gabor, Alexandru Alexi, Grigore Lupoaie și Al.Alexi. În fruntea acestei delegații au fost preotul Aurel Șorobetea și învățătorul Pompei Demian.:p.18 :p.83. Cei care au semnat actul din 29 noiembrie 1918, de numire a lui Alexandru Mărcuș drept delegat, au fost sublocotenentul Iustin Sohorca :pp.59-63  și primarul comunal Gavrilă Oproaie.:p.329. Delegația din Sângeorz-Băi, din care făcea parte și Alexandru Mărcuș, avea un caracter reprezentativ, fiind compusă din intelectuali, dar și din țărani.:p.18. În calitate de deputat în Adunarea Națională din 1 decembrie 1918, Alexandru Mărcuș a reprezentat, ca delegat supleant, cercul electoral Năsăud.:p.123.